# 원주 일산동 석불좌상
원주 일산동 석불좌상(原州 一山洞 石佛坐像)은 대한민국 강원특별자치도 원주시 원주역사박물관에 있는 석불좌상이다. 1971년 12월 16일 강원특별자치도의 유형문화재 제4호로 지정되었다.

## 개요
원래 원주시 중앙동의 폐사지에 있던 것을 일제강점기에 남산 추월대로 이전하였고 다시 1962년 5월에 강원감영터로 이전하였다가 2000년 봉산동 시립박물관 야외로 이전 전시하고 있다. 이 석불은 5층석탑을 중심으로 좌우에 똑같은 모습으로 안치되어 있다.
이 2구의 불상은 머리 부분이 없어져 새로 보수한 것이어서 원래의 모습은 분명하게 알 수 없으나 체구는 단정한 편이다. 양 어깨를 감싸고 있는 옷은 얇아서 신체의 윤곽이 잘 나타나 있으며, 평행옷주름은 다소 도식화되었다. 깨진 두 손은 가슴에 모은 상태로 보아 왼손 검지를 오른손으로 감싸쥐고 있었을 것으로 보인다. 손모양으로 보아 아마도 진리의 세계를 두루 통솔한다는 의미를 지닌 비로자나불을 형상화한 것으로 추측된다.
대좌(臺座)는 상·중·하대로 이루어진 전형적인 8각대좌로, 상대에는 연꽃을 2중으로 조각하였고, 중대에는 각면에 모서리 기둥을 새기고 그 안에 보살상을 새겼다. 하대에도 연꽃잎을 새겼으며, 그 아래에는 사자와 모란 등을 장식한 8각 기둥모양의 큰 돌이 있다.
현재 남아 있는 불신만으로도 조각수법이 뛰어남을 알 수 있는 이 석불들은 단정한 체구, 세련된 형태, 평행옷주름 등에서 신라말의 비로자나불양식을 잘 따르고 있어 적어도 고려 초기에 만들어진 작품으로 추정된다.

## 갤러리
- 일산동 석불좌상 전경
- 일산동 석불좌상의 오른쪽 불상
- 일산동 석불좌상 왼쪽 불상

## 참고 자료
- 일산동석불좌상 - 국가유산청 국가유산포털